# Willich
Die Stadt Willich liegt am Niederrhein im Westen von Nordrhein-Westfalen. Sie ist eine Mittlere kreisangehörige Stadt des Kreises Viersen, liegt am westlichen Rand der Metropolregion Rhein-Ruhr und hat den Status eines Mittelzentrums.
Sie liegt 17 Kilometer westlich von Düsseldorf, 10 Kilometer östlich von Viersen, 8 Kilometer südlich von Krefeld und 11 Kilometer nordöstlich von Mönchengladbach.
Willich hat ein großes Gewerbegebiet (siehe Abschnitt Wirtschaft) und ist durch die Neersener Schlossfestspiele überregional bekannt.

## Geografie

### Geografische Lage
Das Willicher Stadtgebiet ist, typisch für den Niederrhein, von großen, ebenen landwirtschaftlichen Flächen geprägt. Südlich von Schiefbahn gibt es mit dem Schiefbahner Bruch ein Waldgebiet. Dieses Gebiet gehört mit rund 36 m ü. NN zu den tiefergelegenen Gebieten der Stadt. Insgesamt sind die Höhenunterschiede, die sich überwiegend aus einem leichten Gefälle von Ost nach West ergeben, mit maximal knapp 7 Metern sehr gering. Im Südwesten markiert der Fluss Niers die Grenze des Stadtgebietes.
Von den rund 6.776 Hektar Gesamtfläche wurden 2005 4.169 Hektar landwirtschaftlich genutzt. In der Stadt gab es 369 Hektar Wald und 131 Hektar Wasserfläche, 202 Hektar waren als Erholungsfläche ausgewiesen. Insgesamt 1.270 Hektar entfielen auf Gebäude- und Freifläche, 601 Hektar wurden als Verkehrsfläche genutzt. Das größte stehende Gewässer ist der an der südlichen Stadtgrenze gelegene, 21 Hektar große Nierssee.
Höchstes Gebäude der Stadt ist der weithin sichtbare als „Fernsehturm“ bekannte 123 Meter hohe Schiefbahner Fernmeldeturm in Schiefbahn.

#### Naturräumliche Zuordnung
Der Stadt ist Teil der naturräumlichen Großregion Niederrheinisches Tiefland (57). Der überwiegende Teil der Stadt liegt im Teil-Naturraum Kempener Lehmplatte (573.3). Ein kleiner Teil im Süden der Stadt befindet sich im Mittleren Nierstal (573.1), genauer gesagt im Neersener Niersbruch (573.12). Zum letztgenannten Teil gehören der südwestliche Teil von Neersen sowie die Gegend im Bereich der Autobahn 52.

### Nachbarstädte
Große Städte in der näheren Umgebung Willichs sind Mönchengladbach, Krefeld (angrenzend), Düsseldorf (etwa 20 km), Neuss (etwa 15 km) und in den Niederlanden Venlo (etwa 30 km). Angrenzende Städte im Uhrzeigersinn (im Norden beginnend): Krefeld, Meerbusch, Kaarst, Korschenbroich, Mönchengladbach, Viersen, Tönisvorst.

### Stadtgebiet
Die Stadt besteht aus den vier Stadtteilen Willich, Schiefbahn, Anrath und Neersen.
Im Stadtgebiet liegen unter anderem folgende kleinere Stadtteile:
- Wekeln, Münchheide, Hardt, Willicher Heide, Dickerheide (historisch zu Willich gehörend)
- Niederheide, Knickelsdorf, Klein-Jerusalem, Bertz (historisch zu Schiefbahn gehörend)
- Donk (historisch zu Anrath gehörend)
- Vennheide, Grenzweg, Hagwinkel, Unterbruch (historisch zu Neersen gehörend)
- Clörath (historisch zu Neersen, heute auch zu Viersen und Tönisvorst gehörend)

## Geschichte

### Ereignisse 1137–1793
- Willich wurde 1137 erstmals als „Wylike“ erwähnt, eine erste Kirche wurde jedoch wahrscheinlich bereits um das Jahr 800 gebaut. Anrath tauchte bereits 1010 in Urkunden auf, die Geschichte Neersens und Schiefbahns lässt sich bis 1262 bzw. 1420 zurückverfolgen. Um 1300 wurde die Siedlung Unterbroich, heute ein Ortsteil Schiefbahns, erstmals genannt.
- Die Vogtei Willich wurde 1245 erstmals erwähnt, bis 1272 lässt sich die Geschichte des Adelssitzes Haus Hülsdonk zurückverfolgen.
- 1298 wurde Willich an das Herzogtum Kleve verkauft. 1392 fiel das Amt Linn und damit auch Willich an das Kurfürstentum Köln, zu dem die anderen drei heutigen Stadtteile bereits gehörten.
- Der Bourgerhof wird 1394 erstmals erwähnt.
- König Sigismund verlieh Anrath 1414 das Marktrecht, womit Anrath als Flecken auch mit Wällen und Gräben befestigt werden durfte.
- Im von 1583 bis 1589 dauernden Truchsessischen Krieg wurden die heutigen Ortsteile geplündert und teilweise verwüstet und gebrandschatzt. Die Bürger Willichs suchten Zuflucht in den befestigten Adelssitzen Hülsdonk und Kollenburg, die jedoch 1591 auch eingenommen wurden. 1590 wurde auch Schiefbahn zum Flecken erhoben und durfte befestigt werden.
- Bei einem Großbrand 1675 wurden große Teile des Dorfes Willich zerstört. Auch die Kirche brannte bis auf die Grundmauern nieder.

### Ereignisse 1794–1905
- Bis 1794 bildete Neersen eine eigene Herrlichkeit, Anrath gehörte zu Neersen, Willich (vormals eigene Herrlichkeit) gehörte zum Amt Linn, Schiefbahn zum Amt Liedberg. Zum Amt Kempen gehörte neben Clörath auch die kleine Bauerschaft Kleinkempen. Kleinkempen war ein Gebiet, das als schmaler Streifen vom heutigen Ostende Anraths nördlich an Neersen vorbei bis zwischen Willich und Schiefbahn führte. Diese heute als Flurnamen nicht mehr existierende Bauerschaft hatte kein eigenes Zentrum, umschloss aber Anrath von allen Seiten. In Erinnerung an die Bauerschaft wurde ein Teil des alten Weges „Wekeln“ im gleichnamigen Neubaugebiet in „Klein Kempen“ umbenannt.
- Von 1794 bis 1815 war der gesamte linke Niederrhein von den Franzosen besetzt. Damit endete die Herrschaft des Kurfürstentums Köln über die Region. Mit einer Verwaltungsreform 1800 wurden die Mairien Neersen (mit Anrath und Clörath), Willich, Schiefbahn und (etwas später) Kleinkempen gebildet. Sie gehörten nun zum Arrondissement de Crévelt im neu gegründeten Département de la Roer, welches ab 1801 französisches Staatsgebiet wurde. Neersen wurde Sitz eines Kantons, das 17 Gemeinden, darunter alle heutigen Willicher Stadtteile, umfasste.
- 1815 fiel das Rheinland und somit die Orte der heutigen Stadt an Preußen. Daraufhin wurden 1816 in der Region auch die Landkreise eingeführt. Aus den französischen Mairien wurden preußische Bürgermeistereien. Die Bürgermeistereien Willich und Neersen kamen zum Kreis Krefeld, Schiefbahn und Kleinkempen zum Kreis Gladbach. 1819 wechselte Neersen zum Kreis Gladbach und Kleinkempen zum Kreis Krefeld, dabei wurde Anrath aus der Bürgermeisterei Neersen herausgelöst und der Bürgermeisterei Kleinkempen zugeschlagen.[2] 1840 wurde Bürgermeisterei Kleinkempen nach dem Hauptort Anrath umbenannt.
- Im Jahre 1849 erhielt Anrath als erster Ort der heutigen Stadt Willich einen Bahnhof. 1870 folgte Willich, 1877 Schiefbahn und Neersen.
- 1872 wurde das Willicher Katharinen-Hospital an der Bahnstraße eingeweiht. Ein Jahr später wurde an der Viersener Straße in Anrath das von Lorenz Schmitz gestiftete Krankenhaus eröffnet, das 1906 durch einen Neubau an der Neersener Straße ersetzt wurde. 1970 wurde das Anrather Krankenhaus geschlossen. Das Willicher Hospital hingegen wurde 1963 durch einen größeren Neubau ersetzt und bot bis zur Schließung aus wirtschaftlichen Gründen im Sommer 2014 eine Grundversorgung für die Bevölkerung. 2019 wurde das Krankenhausgebäude abgerissen.[3]
- 1891 wurden große Teile Anraths durch einen Tornado zerstört. Die durch den Niedergang der bisher dominierenden Hausweberei finanziell ohnehin schwer angeschlagene Gemeinde war auf Zuweisungen der Regierung angewiesen. Durch die Anrather Gemeindeverwaltung wurde sogar eine Auflösung der Gemeinde in Betracht gezogen. Zur Verbesserung der wirtschaftlichen Situation wurde am Anrather Bahnhof ein Königliches Gefängnis errichtet, das 1905 fertiggestellt wurde.

### Ereignisse 1908–1945
- 1908 gründete der Unternehmer Reinhold Becker in Willich das Stahlwerk Becker. Dort wurde unter anderem die Becker-Kanone hergestellt. Zeitweise waren dort über 1000 Menschen beschäftigt. 1932, gegen Ende der Weltwirtschaftskrise, wurde es geschlossen. Bald nach der Machtergreifung des NS-Regimes 1933 begannen die neuen Machthaber die Aufrüstung der Wehrmacht.

Von 1934 bis 1945 wurden dort von einem neuen Eigentümer Produkte für die Aufrüstung der Wehrmacht und später für den Zweiten Weltkrieg hergestellt. Nach dem Zweiten Weltkrieg wurde im ehemaligen Stahlwerk eine Pioniereinheit der Britischen Rheinarmee angesiedelt.
- Bei der kommunalen Neugliederung 1929 wurden die vier Alt-Gemeinden dem neu gegründeten Landkreis Kempen-Krefeld zugeschlagen.
- Den Zweiten Weltkrieg überstanden die Gemeinden mit mäßigen Schäden. Rund ein Dutzend Häuser wurden bei Bombenangriffen zerstört. Der schwerste Angriff forderte am 22. Oktober 1944 in Willich elf Todesopfer. Am 1. März 1945 kam es in Schiefbahn zu den einzigen nennenswerten Kampfhandlungen. Eine deutsche Panzereinheit stieß in den schon von Amerikanern besetzten Ort vor. Der Kampf forderte zahlreiche Opfer auf beiden Seiten, die amerikanischen Truppen konnten den Ort am darauffolgenden Tag endgültig besetzen.
- Von den 40 deportierten Juden aus den vier Orten überlebten nur zwei den Holocaust.

### Ereignisse seit 1946
- In den 1960er Jahren beschloss die Landesregierung Nordrhein-Westfalen eine kommunale Neugliederung. Der drohende Verlust der Selbständigkeit stieß in den betroffenen Gemeinden auf Widerstand. So versuchten Anrath und Neersen eine gemeinsame Gemeinde zu bilden, um einen Zusammenschluss mit Willich und Schiefbahn zu verhindern. Unter anderem auf Vorschlag des damaligen Regierungspräsidenten einigte man sich schließlich auf den Zusammenschluss der Gemeinden Willich, Anrath, Schiefbahn und Neersen. Nach vielen mehr oder minder gelungenen Vorschlägen zur Namensgebung der neuen Stadt, wie zum Beispiel „Schwanstadt“, „Mittelstadt“ oder „Schanwin“, einigte man sich schließlich auf den Namen der damals größten Gemeinde im Landkreis Kempen-Krefeld. Mit dem am 1. Januar 1970 in Kraft getretenen „Gesetz zur Neugliederung des Kreises Kempen-Krefeld und der kreisfreien Stadt Viersen“ vom 18. Dezember 1969 wurden die vier Gemeinden zur Stadt Willich zusammengeschlossen.[4]
- Willich erhielt 1965 ein Hallenbad. Das an der Schiefbahner Straße stehende Gebäude wurde 1974 um ein Freibad erweitert. 1990 brannte das Bad ab, woraufhin sich die Stadt entschied, es durch ein familienorientiertes Sport- und Freizeitbad zu ersetzen, das den Namen „De Bütt“ erhielt. Seit der Eröffnung der Bütt im Juni 1994 ist es mit mehr als 500.000 Besuchern pro Jahr eines der meistbesuchten kommunalen Bäder in Deutschland.
- In den 1980er Jahren entstand im Westen Willichs das Gewerbegebiet Münchheide.
- Seit 1994 wird zwischen Alt-Willich und Schiefbahn ein neues Wohngebiet mit Namen Wekeln errichtet. Es ist als nahezu autarkes Wohngebiet geplant und soll einmal von rund 6.000 Menschen bewohnt werden. 2003 lebten dort 3409 Personen, bis Juni 2004 erhöhte sich die Zahl auf 4140.
- Im Jahr 2012 beteiligte sich Willich am bundesweiten Städtewettbewerb Mission Olympic zur Förderung des Breitensports und konnte als Sieger in der Kategorie Mittelgroße Stadt ausgezeichnet werden.

### Name
Es gibt verschiedene Thesen über die Herkunft des Namens Willich.
Nach der Hauptthese geht der Name aus der Bezeichnung villa („Landgut, Hof“) und vilici („Hofbewohner“) hervor, was durchaus naheliegend ist, da die Besiedlung des Gebietes aus vereinzelten Höfen bestanden hat.
Möglich ist auch, dass sich villa auf einen konkreten Hof bezieht, nämlich den Fron- oder Domhof, der ungefähr seit dem Jahr 800 am Grunewall zu finden war.
Eine andere These führt den Namen Willich auf das vorgermanische Wort wil („Sumpfwasser“) zurück. Auch dieser Ansatz ist möglich, da der Niederrhein sehr sumpfig ist und nur die Donken, die inselartig daraus hervorragten, machten eine Besiedlung möglich.

### Einwohnerentwicklung
| Jahr    | Willich  | Anrath | Schiefbahn | Neersen | Stadt Willich |
| ------- | -------- | ------ | ---------- | ------- | ------------- |
| um 1600 | ~ 1.200  |        |            |         |               |
| 1631    | > 655¹   |        |            |         |               |
| 1660    |          |        | ~ 800      |         |               |
| 1760    |          |        | ~ 1.250    |         |               |
| 1764    | > 1.800¹ |        |            |         |               |
| 1794    | 2.121    |        |            |         |               |
| 1798    |          |        | ~ 1.500    |         |               |
| 1800    |          |        |            | 1.375   |               |
| 1815    | 2.253    |        |            |         |               |
| 1820    |          | 1.910  | 1.863      | 1.556   |               |
| 1826    |          | 2.200  | 2.043      |         |               |
| 1828    | 2.393    |        |            | 1.553   |               |
| 1838    | 2.552    |        |            |         |               |
| 1840    |          | 2.586  | 2.216      |         |               |
| 1848    | 3.167    |        |            |         |               |
| 1849    |          |        | 2.273      |         |               |
| 1852    |          | 3.172  |            |         |               |
| 1861    | 3.790    | 3.604  | 2.547      | 2.450   |               |
| 1871    | 4.507    | 3.827  | 2.789      | 2.583   |               |
| 1880    | 5.273    | 4.174  | 2.791      | 2.602   |               |
| 1890    | 5.485    | 3.690  | 2.823      | 2.526   |               |
| 1900    | 5.427    | 3.566  | 3.274      | 2.616   |               |
| 1910    | 6.485    | 4.970  | 3.805      | 2.616   |               |
| 1933    | 7.622    | 5.543  | 4.495      | 2.833   |               |
| 1939    | 8.161    | 5.704  | 4.707      | 3.144   |               |
| 1950    | 10.869   | 7.326  | 6.190      | 4.177   |               |
| 1961    | 11.776   | 8.116  | 7.114      | 4.642   |               |
| 1969    | 14.874   | 9.448³ | 10.041     | 5.286³  |               |
| 1970    |          |        |            |         | 38.733        |
| 1975    |          |        |            |         | 38.969        |
| 1980    |          |        |            |         | 39.115        |
| 1985    |          |        |            |         | 39.896        |
| 1989    | 15.035   | 10.158 | 10.556     | 5.885   | 41.634        |
| 1996    | 16.401   | 10.852 | 11.988     | 6.650   | 45.891        |
| 2001    | 20.400²  | 12.152 | 12.059     | 6.493   | 51.104        |
| 2005    | 21.718   | 11.616 | 12.260     | 7.014   | 52.608        |
| 2006    | 21.877   | 11.655 | 12.230     | 6.990   | 52.752        |
| 2007    | 22.062   | 11.645 | 12.228     | 6.953   | 52.888        |
| 2011    | 22.343   | 11.460 | 12.120     | 6.836   | 52.759        |
| 2012    | 22.346   | 11.441 | 12.107     | 6.844   | 52.738        |
| 2014    | 22.501   | 11.305 | 11.894     | 6.927   | 52.627        |
| 2016    |          |        |            |         | 50.932        |
| 2017    |          |        |            |         | 51.179        |
| 2019    | 22.111   | 11.421 | 11.411     | 6.259   | 51.202        |
| 2022    |          |        |            |         | 50.144        |

¹ Personen über 12 Jahre 
² davon Wekeln: 3.116 
³ 30. Juni
Ab etwa 1800 werden für die Region einigermaßen zuverlässige Bevölkerungszahlen ermittelt. Dabei ist bis zum Zweiten Weltkrieg ein stetiger, für ganz Mitteleuropa typischer Anstieg der Einwohnerzahlen zu verzeichnen. Nur Anrath verlor um 1890 Einwohner, bedingt durch eine wirtschaftliche Krise. Nach dem Zweiten Weltkrieg führte die Ansiedlung von Flüchtlingen aus den ehemaligen deutschen Ostgebieten zu einem Bevölkerungsschub. In den 1960er Jahren wurde Schiefbahn zunehmend als Schlafsiedlung für Pendler nach Düsseldorf attraktiv. Mit der Stadtgründung 1970 erfolgte ein neuer Gebietszuschnitt. Dadurch sank die Einwohnerzahl der Stadt im Vergleich zu der Summe der Zahlen der Altgemeinden leicht. Von 1970 bis Mitte der 1980er Jahre änderte sich die Bevölkerungszahl kaum. Dann jedoch folgte, bedingt durch das Gewerbegebiet Münchheide und durch die Stadtflucht aus den umliegenden Großstädten, ein deutliches Bevölkerungswachstum. Von 1988 bis 1998 wuchs die Stadt um rund 8.000 Menschen, also fast 20 Prozent. Vor allem durch das Neubaugebiet Wekeln ab 1994 war ein besonderer Anstieg im Stadtteil Willich zu verzeichnen. Seit 2000 verläuft der Bevölkerungsanstieg gemäßigter.
Nach einer Prognose der Stadt Willich zum Bevölkerungszuwachs aus dem Jahr 2003 sollte die Stadt um das Jahr 2015 die 60.000-Einwohner-Grenze erreichen.

### Flächenentwicklung
| Jahr    | Willich       | Anrath       | Schiefbahn | Neersen   |
| ------- | ------------- | ------------ | ---------- | --------- |
| um 1850 | 1858 36,9 km² | 1858 7,3 km² | 13,0 km²   | 13,3 km²  |
| 1880    | 35,93 km²     | 7,54 km²     | 12,42 km²  | 11,89 km² |
| 1928    | 36,93 km²     | 8,10 km²     | 17,21 km²  | 11,63 km² |
| 1967    | 36,78 km²     | 8,30 km²     | 12,65 km²  | 14,38 km² |
| 2003    | 34,88 km²     | 7,60 km²     | 13,90 km²  | 11,88 km² |

Die Einzelgemeinden der heutigen Stadt Willich hatten vor der Gründung 1969 eine Fläche von insgesamt 72,11 km². Durch einen neuen Gebietszuschnitt reduzierte sich die Fläche der neuen Stadt auf 67,8 km². 2000 ergab sich die letzte größere Änderung der Stadtfläche durch einen Gebietstausch mit Krefeld. Die A 44 wird zur Grenze zwischen den Städten, Willich verliert dadurch rund 6 Hektar überwiegend landwirtschaftlich genutzter Fläche, die Krefeld zur Ausweitung eines Gewerbegebiets nutzen will. Ende 2004 hat Willich eine Gebietsfläche von 67,76 km².

## Religionen

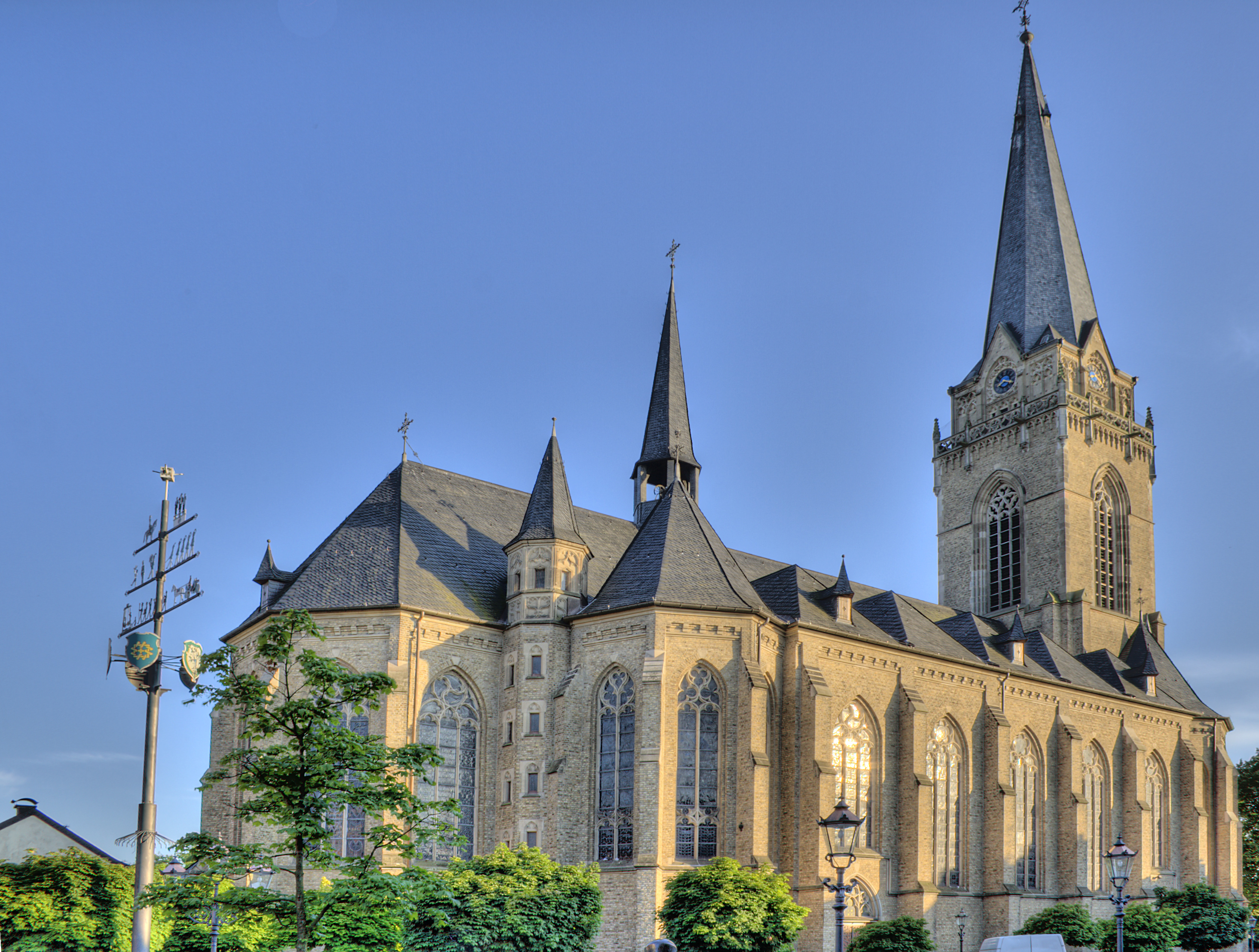
Kath. Kirche St. Katharina, Alt-Willich

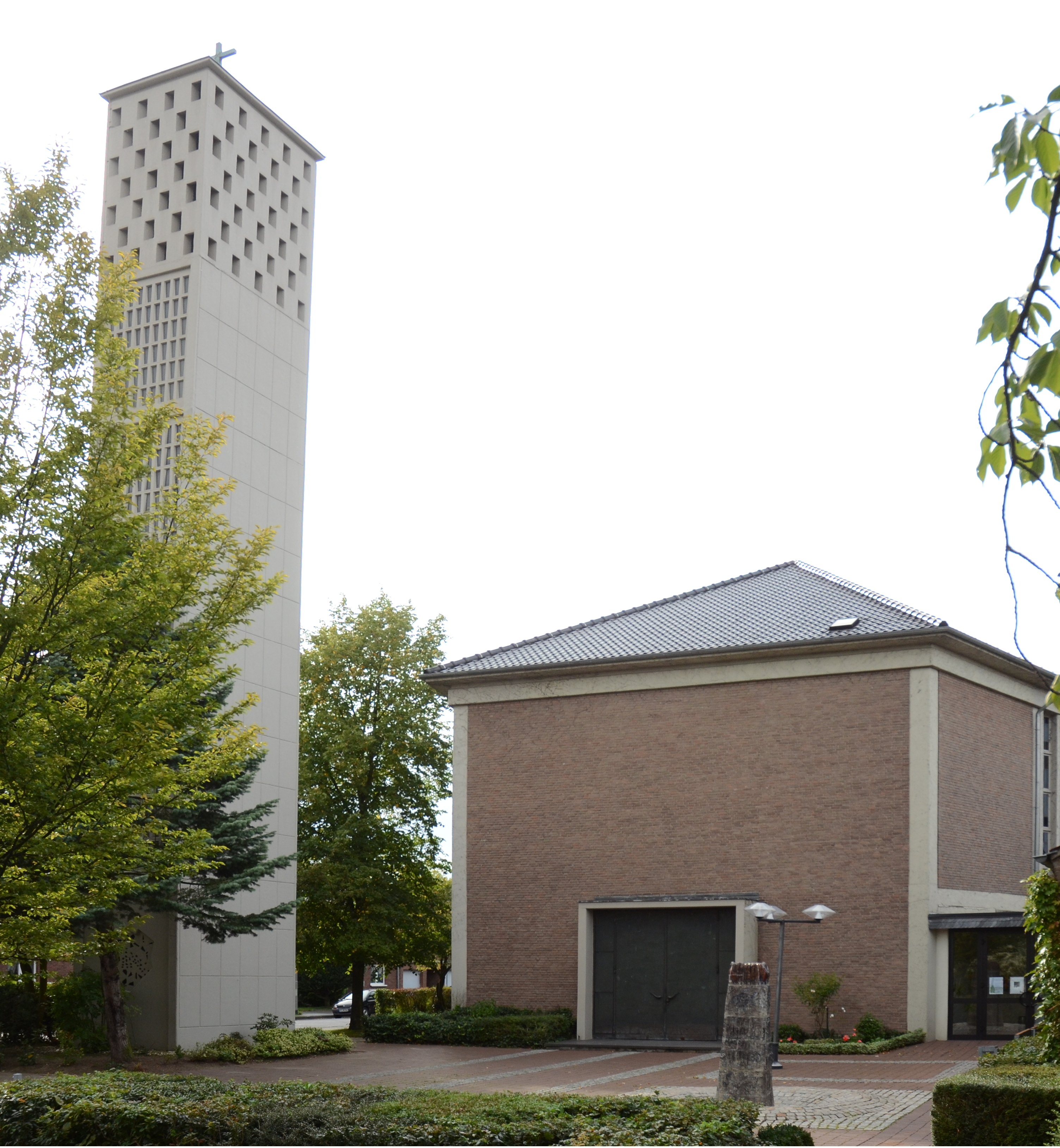
Ev. Auferstehungskirche, Alt-Willich

Die Region Willich war als Teil des Kurfürstentums Köln traditionell katholisch geprägt. Erstes jüdisches Leben lässt sich für Anrath um das Jahr 1650 nachweisen, der erste Jude wird in Neersen 1749 und in Schiefbahn 1782 erwähnt.
Eine Bevölkerungsstatistik aus dem Jahre 1832 zählt für die vier Altgemeinden nur zwei Protestanten auf: einen in Willich und einen in Neersen. Die Zahl der jüdischen Einwohner war etwas höher: In Anrath lebten 87 Juden, in Schiefbahn 57, in Neersen 25 und in Willich drei. Somit waren 1832 knapp 98 Prozent der damaligen Bevölkerung katholisch.
Ab etwa 1800 werden in Anrath und Schiefbahn erste jüdische Gebetshäuser errichtet. 1890 wird am Tömp in Schiefbahn eine Synagoge errichtet. Sie wird in der „Reichspogromnacht“ 1938 abgebrannt. Die 1878 in Anrath gebaute Synagoge wird 1938 von der Gemeinde Anrath übernommen und 1961 abgerissen.
Mitte des 19. Jahrhunderts werden die jahrhundertealten Pfarrkirchen in den Altgemeinden Willich, Anrath und Schiefbahn zu klein. Die Gemeinden entscheiden sich für einen Abriss der alten Kirchen und Neubauten an gleicher Stelle. Schon 1853 wird die Schiefbahner Kirche abgerissen. 1860 wird die neue Kirche eingeweiht, in den 1960er Jahren wird ein umfangreicher Umbau durchgeführt. In Anrath und Willich wird der Düsseldorfer Architekt Josef Kleesattel mit der Planung der Neubauten im neugotischen Stil beauftragt. 1898 wird die Anrather und 1901 die Willicher Pfarrkirche eingeweiht. Die Neersener Kirche wird erst 1960 durch einen Neubau ersetzt.
1910 wurde an der Anrather Gietherstraße die erste evangelische Kirche im Stadtgebiet eingeweiht, 1931 folgte eine weitere in Willich an der Krusestraße. Der schlichte Holzbau wurde 1962 durch einen modernen Kirchenbau ersetzt. Die evangelische Hoffnungskirche in Schiefbahn wurde 1956 errichtet, die Friedenskirche in Neersen neun Jahre später. Anrath (mit Vorst) und der Rest von Willich bilden jeweils eine eigene Kirchengemeinde im Kirchenkreis Krefeld-Viersen der Evangelischen Kirche im Rheinland.
An der Willicher Bahnstraße befindet sich in einem Wohnhaus eine Moschee mit angeschlossenem Gemeindezentrum der islamischen Organisation Millî Görüş.

### Konfessionsstatistik
Laut Zensus 2011 waren 2011 in der Stadt Willich 49,1 % der Bevölkerung katholisch und 21,2 % evangelisch. 29,5 % gehörten keiner Konfession an oder waren statistisch nicht erfasst, wie beispielsweise Muslime. Die Zahl der Protestanten und Katholiken ist seitdem gesunken, der Anteil am Gesamtbevölkerung der Einwohner mit sonstiger oder ohne Konfession nimmt jährlich um etwa 1 Prozentpunkt zu. Gemäß dem Zensus 2022 waren Mai 2022 40,9 % der Einwohner katholisch, 17,9 % evangelisch, und 41,1 % waren konfessionslos, gehörten einer anderen Glaubensgemeinschaft an oder machten keine Angabe.
Laut kirchliche Statistik waren 2023 mit 19.914 Kirchenmitgliedern noch 39,7 % der Bevölkerung katholisch.

## Politik

### Stadtrat
In Willich ist traditionell die CDU die stärkste Partei. Bei allen Kommunalwahlen seit der Stadtgründung verfehlte sie nur 1994, 2014 und 2020 knapp die absolute Mehrheit. Im Laufe der Jahre schafften es insgesamt sieben Parteien in den Stadtrat. CDU, SPD und FDP waren dauerhaft vertreten, die Grünen seit 1984 und die Christliche Wähler-Gemeinschaft bis 1975. Die Unabhängige Wählergemeinschaft Willich war von 1997 bis 2004 im Stadtrat mit zunächst zwei und später einem Sitz vertreten.
Das Ergebnis der Stadtratswahl am 13. September 2020 und die sich daraus ergebende Sitzverteilung zeigen die Diagramme.
- SPD: 8
- Grüne: 13
- CDU: 24
- FDP: 4
- Für Willich: 3

Bei den Kommunalwahlen seit der Stadtgründung kam es zu folgenden Ergebnissen:
| Partei | 2020  | 2020  | 2014  | 2014  | 2009  | 2009  | 2004  | 2004  | 1999  | 1999  | 1994  | 1994  | 1989 | 1984 | 1979 | 1975 | 1970  |
| Partei | Sitze | %     | Sitze | %     | Sitze | %     | Sitze | %     | Sitze | %     | Sitze | %     | %    | %    | %    | %    | %     |
| ------ | ----- | ----- | ----- | ----- | ----- | ----- | ----- | ----- | ----- | ----- | ----- | ----- | ---- | ---- | ---- | ---- | ----- |
| CDU    | 24    | 46,29 | 23    | 47,88 | 28    | 58,30 | 26    | 55,90 | 24    | 54,46 | 22    | 48,60 | 45,3 | 49,1 | 51,3 | 52,2 | 53,06 |
| SPD    | 8     | 15,72 | 13    | 26,31 | 9     | 18,70 | 12    | 25,43 | 14    | 31,42 | 15    | 33,70 | 33,1 | 29,7 | 35,0 | 36,3 | 34,72 |
| Grüne  | 13    | 24,97 | 6     | 13,27 | 5     | 10,60 | 3     | 7,94  | 2     | 5,37  | 4     | 9,10  | 9,6  | 10,5 | –    | –    | –     |
| FDP    | 4     | 7,03  | 6     | 12,54 | 6     | 12,40 | 5     | 10,57 | 3     | 6,60  | 4     | 8,65  | 11,4 | 10,7 | 11,1 | 7,4  | 5,85  |
| FW1    | 3     | 5,99  | –     | –     | –     | –     |       | –     | –     | –     | –     | –     | –    | –    | –    | –    | –     |
| HM2    | –     | –     | –     | –     | –     | –     |       | 0,16  | –     | –     | –     | –     | –    | –    | –    | –    | –     |
| UWW3   | –     | –     | –     | –     | –     | –     |       | –     | 1     | 2,15  | –     | –     | –    | –    | –    | –    | –     |
| CWG4   | –     | –     | –     | –     | –     | –     |       | –     | –     | –     | –     | –     | –    | –    | 2,6  | 4,0  | 6,37  |

1FW: Für Willich
2HM: Holger Marg (Einzelbewerber)
3UWW: Unabhängige Wählergemeinschaft Willich
4CWG: Christliche Wählergemeinschaft

### Bürgermeister
In Willich gab es bis Mitte der 1990er-Jahre einen hauptamtlichen Stadtdirektor, der die Leitung der Stadtverwaltung innehatte, und den ehrenamtlichen Bürgermeister, der den Vorsitz des Rates übernahm.
| Bürgermeister                 | Stadtdirektor               |
| ----------------------------- | --------------------------- |
| Hans Lamers (CDU, 1970–1979)  | Bernhard Hüsers (1970–1979) |
| Käthe Franke (CDU, 1979–1994) | Hans Lamers (1979–1991)     |
| Josef Heyes (CDU, 1994–1995)  | Dieter Hehnen (1991–1995)   |

Am 1. Juli 1995 wurden die beiden Ämter zusammengelegt. Seitdem hatte die Stadt Willich folgende (hauptamtliche) Bürgermeister:
| Hauptamtliche Bürgermeister         |
| ----------------------------------- |
| Lukas Siebenkotten (SPD, 1995–1999) |
| Josef Heyes (CDU, 1999–2020)        |
| Christian Pakusch (CDU, 2020–)      |

### Wappen, Siegel und Flagge

Stadtwappen
Flagge der Stadt Willich
Wappen der ehem. Gemeinde Willich
Wappen der ehem. Gemeinde Anrath
Wappen der ehem. Gemeinde Neersen
Wappen der ehem. Gemeinde Schiefbahn

Der Stadt Willich ist mit Urkunde des Regierungspräsidenten in Düsseldorf vom 30. Oktober 1971 das Recht zur Führung eines Wappens und eines Dienstsiegels verliehen worden.
Das Wappen wird in § 2 Absatz 1 der Hauptsatzung der Stadt Willich wie folgt beschrieben:
In Blau ein gelbes (goldenes) Quadrat, das an jeder Seite von dem Buchstaben W in Gelb (Gold) so umrankt wird, daß seine unteren Spitzen auf die Mitte des Quadrates gerichtet sind und hier ein gleicharmiges Kreuz bilden.
Das Wappen der Stadt Willich wurde unabhängig von den Wappen der Altgemeinden völlig neu gestaltet. Der Entwurf stammt vom Strümper Walter Breker. Die vier Buchstaben „W“ symbolisieren die vier Altgemeinden, die als Einheit die Stadt Willich bilden. Das Kreuz in der Mitte erinnert an die kurkölnische Zeit der Gemeinden.
Die Beschreibung des Siegels im gleichen Absatz der Hauptsatzung lautet:
Umschrift: Stadt Willich – Kreis Viersen
 Siegelbild: Das Wappenbild, aber ohne Schild, der aus künstlerischen Gründen fortgelassen ist.
Der Stadt Willich ist ferner mit Urkunde des Regierungspräsidenten in Düsseldorf vom 14. Juni 1972 das Recht zur Führung eines Banners und einer Hissflagge verliehen worden. § 2 Artikel 2 der Hauptsatzung legt fest:
Beschreibung des Banners: In Blau das Stadtwappen ohne Schild in der Mitte der oberen Hälfte.
 Beschreibung der Hißflagge: In Blau das Stadtwappen ohne Schild in der Mitte.

### Städtepartnerschaften
- Linselles (Frankreich): Die Partnerschaft wurde am 11. September 1966 mit der Gemeinde Schiefbahn begründet und 1970 von der Stadt Willich fortgeführt.
- Zogoré (Burkina Faso): Seit 1985 besteht eine Patenschaft der Stadt Willich mit der Gemeinde Zogoré, die 1991 zusammen mit Linselles zu einer gemeinsamen Partnerschaft ausgebaut wurde.
- Smiltene (Lettland): Der seit 1993 bestehende Kontakt wurde 2018 zu einer Städtepartnerschaft ausgebaut.
- Marugame (Japan): Der seit 2018 bestehende Freundschaftsvertrag wurde 2023 zu einer Städtepartnerschaft ausgebaut.[23]

Willich unterhält freundschaftliche Kontakte zu den Städten:
- Bürgel (Deutschland)
- Newmarket (Vereinigtes Königreich)
- Premnitz (Deutschland)
- Žalec (Slowenien)

## Kultur und Sehenswürdigkeiten

### Sehenswürdigkeiten

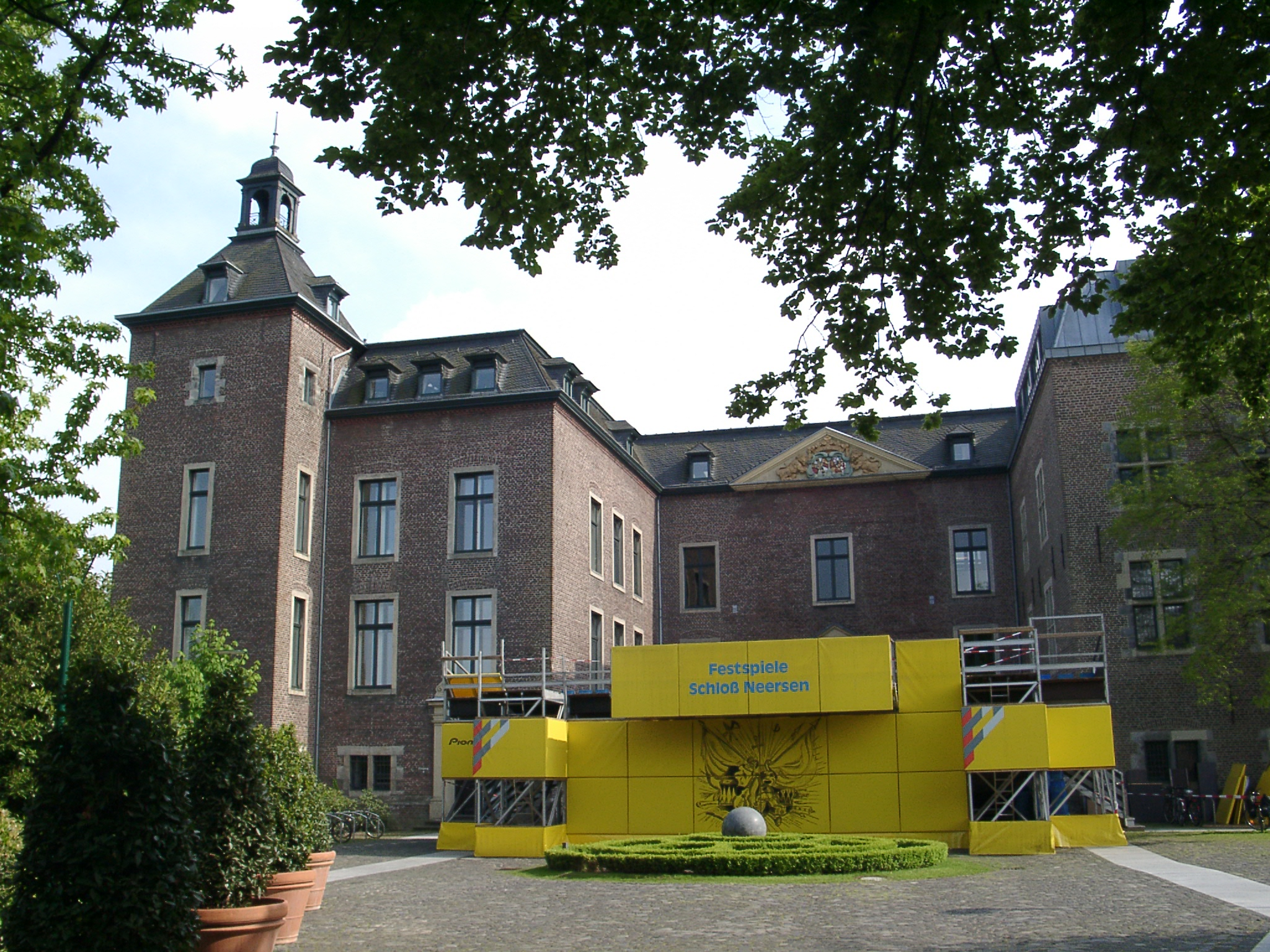
Schloss Neersen mit Festspielbühne

- Die bekannteste ist das Schloss Neersen mit Park und den Schlossfestspielen in Neersen (Foto), das heute als Rathaus der Stadt Willich dient.
- Größere Parkanlagen gibt es außer dem Neersener Schlosspark in Anrath mit dem Theodor-Heuss-Park und in Willich mit dem Konrad-Adenauer-Park und dem Sport- und Freizeitzentrum.
- Ebenfalls über die Stadtgrenzen hinaus bekannt ist die Neersener Kapelle Klein-Jerusalem. Sie wurde 1660 errichtet und ist damit das älteste Kirchengebäude der Stadt. Die drei katholischen Kirchen der Stadtteile Willich, Schiefbahn und Anrath markieren jeweils das Zentrum des Ortes. Sie wurden Ende des 19. Jahrhunderts errichtet und sind typische Kirchenbauten ihrer Zeit.
- Erwähnenswert ist weiter das Haus Broich zwischen Anrath und Willich, ein ehemaliges Rittergut, das bis vor 2006 von einer Glaubensgemeinschaft als geistliches Zentrum genutzt wurde. Die Innenstädte sind von funktionalen Gebäuden aus dem 20. Jahrhundert geprägt. Vereinzelt findet man aber auch ältere Häuser, wie die Fachwerkhäuser an der Willicher Hülsdonkstraße, nahe der Kirche. Die um 1900 errichtete Justizvollzugsanstalt Willich I und II in Anrath kann üblicherweise nur von außen besichtigt werden, dafür befindet sich im alten Direktorenhaus das Anrather Gefängnismuseum, das von den Königlichen Potthusaren, einer aus JVA-Bediensteten bestehenden Schützengruppe, betrieben wird.

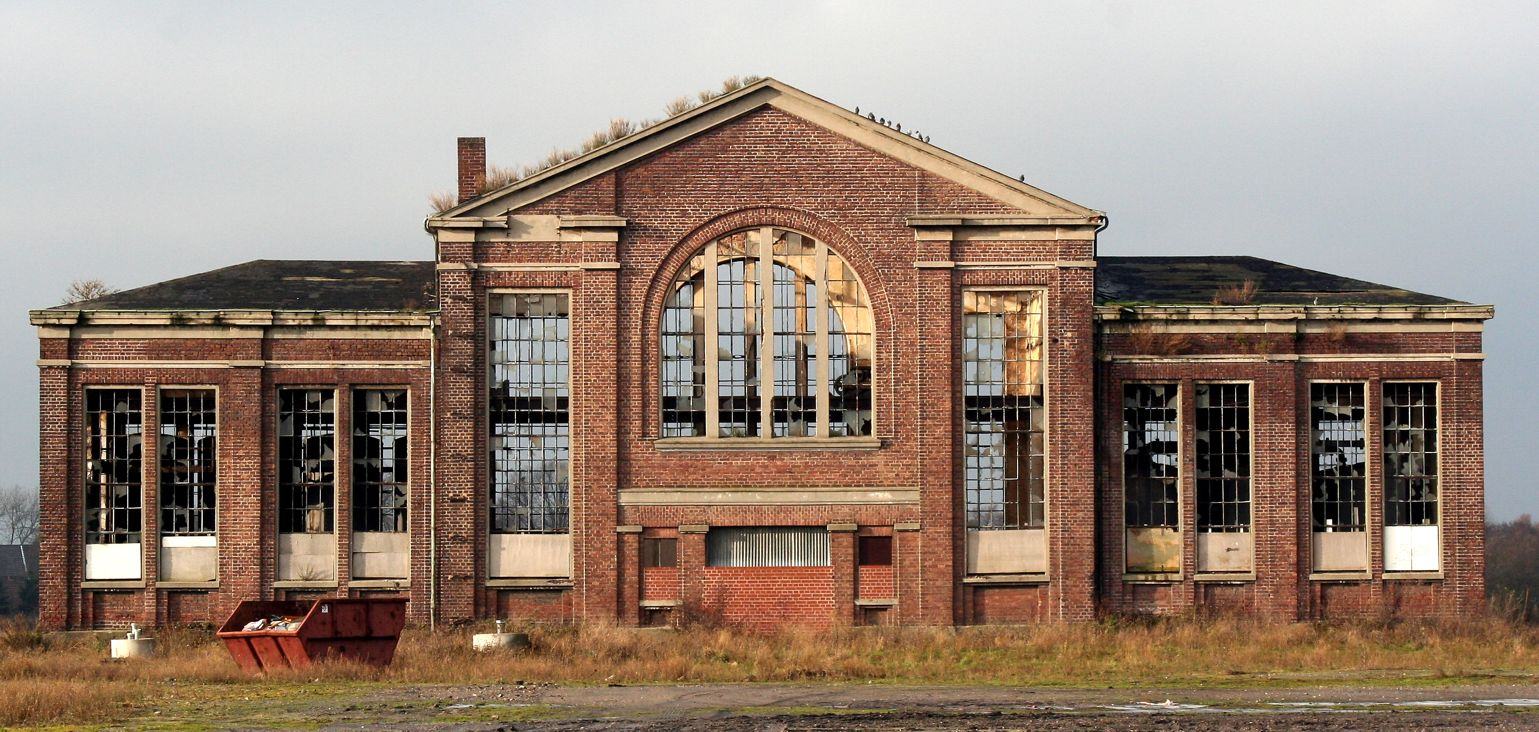
Altes Wasserwerk im Stahlwerk Becker

- Bei der Umgestaltung des Willicher Stahlwerks Becker zum Gewerbegebiet blieben einige denkmalgeschützte Stahlwerksgebäude stehen und bieten heute neben neu errichteten modernen Immobilien Dienstleistungs- und Gewerbebetrieben Platz. Eine großzügig angelegte Wasserachse soll auch zum Verweilen einladen. Da der Verkauf der Gewerbegrundstücke jedoch schleppend verläuft, wird die Sehenswürdigkeit des Geländes durch große, brachliegende und mit Schutt gefüllte Flächen eingeschränkt.
Um das Stahlwerk auch nachts als interessanten Platz darzustellen, wurde rund um den markanten Wasserturm eine Lichtanlage installiert, die diesen nachts anstrahlt.
- Im Willicher Stadtgebiet sind keine Mühlen erhalten. In der kleinen Siedlung Clörath, die sich über die Stadtgebiete von Willich, Viersen und Tönisvorst erstreckt, befindet sich jedoch auf Viersener Gebiet die Clörather Mühle, in der in den Sommermonaten Kunstausstellungen stattfinden.
- Im Alt-Willicher Stadtteil (speziell auf der Bahnstraße) stehen noch eine Anzahl gut erhaltener und teilweise denkmalgeschützter Patrizierhäuser.

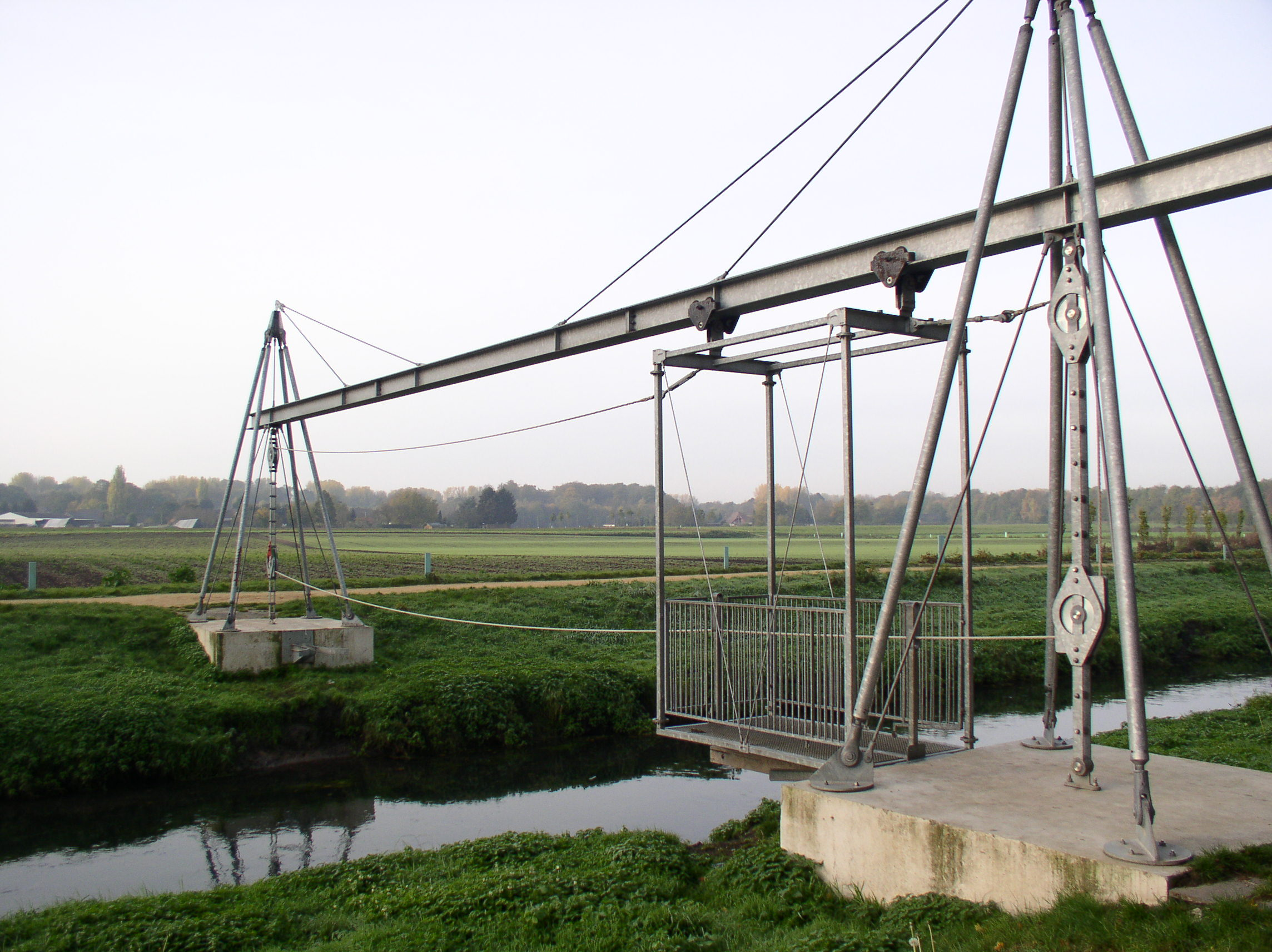
Schwebefähre über die Niers

- In Neersen und Schiefbahn verläuft ein Teil der Fietsallee am Nordkanal, ein etwa 100 Kilometer langer Radweg am Nordkanal in der niederländisch-deutschen Grenzregion. Er verbindet die beiden Flüsse Rhein und Maas und orientiert sich am historischen Verlauf des Nordkanals.
- An denkmalgeschützten Kreuzen gibt es in der Stadt das Hagelkreuz, 1905 errichtet zum Schutz vor Unwettern in Niederheide, das Siechenkreuz von 1731 am Heiligenweg, entstanden am damals bestehenden Siechenhaus, das Friedenskreuz von 1946 an der Kreuzung Martin-Rieffert-Straße, Neusser Straße und Ritterstraße und das Friedhofskreuz von 1865 in Neersen.

### Regelmäßige Veranstaltungen
- In den Sommermonaten finden unter freiem Himmel am Neersener Schloss die Festspiele Schloss Neersen statt. Dort werden meist ein Kinderstück und zwei oder drei weitere Stücke auf der großen Freilichtbühne aufgeführt. Dazu kommen noch Studioinszenierungen und Gastspiele. Im Umfeld der Festspiele bezeichnet sich Willich seit einiger Zeit als Festspielstadt Willich.
- Vom Frühling bis in den Herbst werden in der Stadt acht Schützenfeste gefeiert. Die größten sind die in Willich und Schiefbahn. Das Willicher Schützenfest ist nach dem Neusser das zweitgrößte am linken Niederrhein. Andere Schützenvereine sind in Neersen, Anrath, Klein-Jerusalem, Niederheide, Clörath-Vennheide und am Grenzweg.
- Auch der Karneval wird in Willich groß gefeiert. Der größte Karnevalsumzug ist der Anrather Tulpensonntagszug. Der Kinderzug findet traditionell in Neersen am Rosenmontag statt.
- In Willich findet zudem zwei Mal im Jahr ein Stadtfest statt, bei dem Willicher Geschäfte und Unternehmen durch Stände Kunden werben oder informieren, eine Bühne für Musiker und Sänger aufgebaut wird, bei dem auch Parteien über ihr Wahlprogramm informieren oder Marktschreier ihre Ware anbieten.

### Museen
- Im Schloss Neersen ist die Temporäre Galerie der Stadt Willich untergebracht. Sie zeigt darstellende Kunst wechselnder Künstler.
- Im Willicher Gewerbegebiet Stahlwerk Becker befindet sich das Nutzfahrzeugmuseum Willich. Hier sind alte LKW, Traktoren und andere Nutzfahrzeuge ausgestellt.
- Das Heimatmuseum Schiefbahn im St.-Bernhard-Gymnasium informiert zweimal im Monat und nach Vereinbarung über die Geschichte Schiefbahns.

### Bibliothek und Büchereien
Die in den Ortskernen der vier Stadtteile gelegenen kirchlichen Büchereien sorgen gemeinsam mit der städtischen Bibliothek im Brauhaus (BIB) für die Literaturversorgung im Willicher Stadtgebiet. Für alle vier Büchereien sowie die städtische Bibliothek gilt ein einheitlicher Benutzerausweis, die Ausleihe ist in sämtlichen Büchereien und in der städtischen Bibliothek kostenfrei.
- Katholische Öffentliche Bücherei Willich
- Katholische Öffentliche Bücherei Anrath
- Öffentliche Evangelische Bücherei Schiefbahn
- Katholische Öffentliche Bücherei Neersen
- Bibliothek im Brauhaus

### Sport
Der größte sportliche Erfolg, der vom Boden der Stadt Willich ausging, war der Gewinn der Weltmeisterschaft im Springreiten durch Norbert Koof 1982.
Im Stadtsportverband Willich ist eine Vielzahl von Vereinen zusammengeschlossen. Nachfolgend eine Auswahl herausragender Vereine.
- DJK VfL Willich – Mit über 2500 Mitgliedern größter Verein der Stadt. Bietet in elf Abteilungen verschiedene Sportarten wie Fußball, Leichtathletik, Judo, Tischtennis
- TV-Schiefbahn 1899 e. V. – Mit zehn Abteilungen wie Handball, Triathlon, Volleyball, Badminton und andere
- SC 08 Schiefbahn e. V. – Einer der erfolgreichsten Willicher Fußballvereine, in den 1980er Jahren spielte der SC in der 4. Fußball-Liga Deutschlands.
- Schwimmverein Willich 1965 e. V. – Einziger Willicher Schwimmverein und mehrfacher Gewinner Deutscher Jugendmeisterschaften
- RSC „Blitz“ Schiefbahn 1932 e. V. – Von den 1930er Jahren bis zu den 1980er Jahren mehrfach Gewinn Deutscher Meisterschaften im Radball und im Kunstradsport
- Radsportverein OPEL 1924 e. V. Neersen – Sehr erfolgreicher Kunstradsport-Verein
- Boßel- und Bügelclub 1979 e. V. – Der Willicher Club ist einer der aktivsten nordrhein-westfälischen Boßel-Vereine.
- Rhein Polo Club e. V. – Der größte nordrhein-westfälische Polo-Verein hat sein Vereinsgelände in Wekeln zwischen Willich und Schiefbahn.
- Willicher Turnverein 1892 e. V. – Ältester Sportverein in Willich.
- Schiefbahn Riders e. V. – Der erste Sportclub für American Football und Cheerleading im Kreis Viersen.
- Turnverein Anrath 1899 e. V. – Größter Sportverein im Stadtteil Anrath mit Abteilungen für Badminton, Basketball, Handball, Volleyball, Leichtathletik sowie dem breiten Spektrum des Turn- und Gesundheitssport. Einziger Verein der Stadt mit Volleyball-Jugendmannschaften.
- Turnerbund 1894 e. V. – Nordic Walking, Gymnastik, Tanzen, Geräte- und Trampolinturnen, Leichtathletik, Aerobic, Tischtennis, Tennis, Karate, Judo, Badminton, Lauftreff und Radtouristik sind fest eingebundene Angebote des Neersener Turnerbundes.

### Kino und Kleinkunstbühne
Im Stadtteil Alt-Willich gibt es in der Kreuzstraße 28 seit Februar 2023 ein Kino mit Kleinkunstbühne unter dem Namen „Lichtspieltheater Willich“ mit zirka 80 Sitzplätzen. Die Grundstücksgesellschaft der Stadt Willich (GSG) hatte das Haus gekauft und rund 400.000 Euro in die Renovierung des ehemaligen Kinos investiert. Der Verein Lichtspiel-Theater Willich, dessen Vorstände ausschließlich ehrenamtlich tätig sind, ist Betreiber des Veranstaltungsorts.

## Wirtschaft und Infrastruktur

### Verkehr

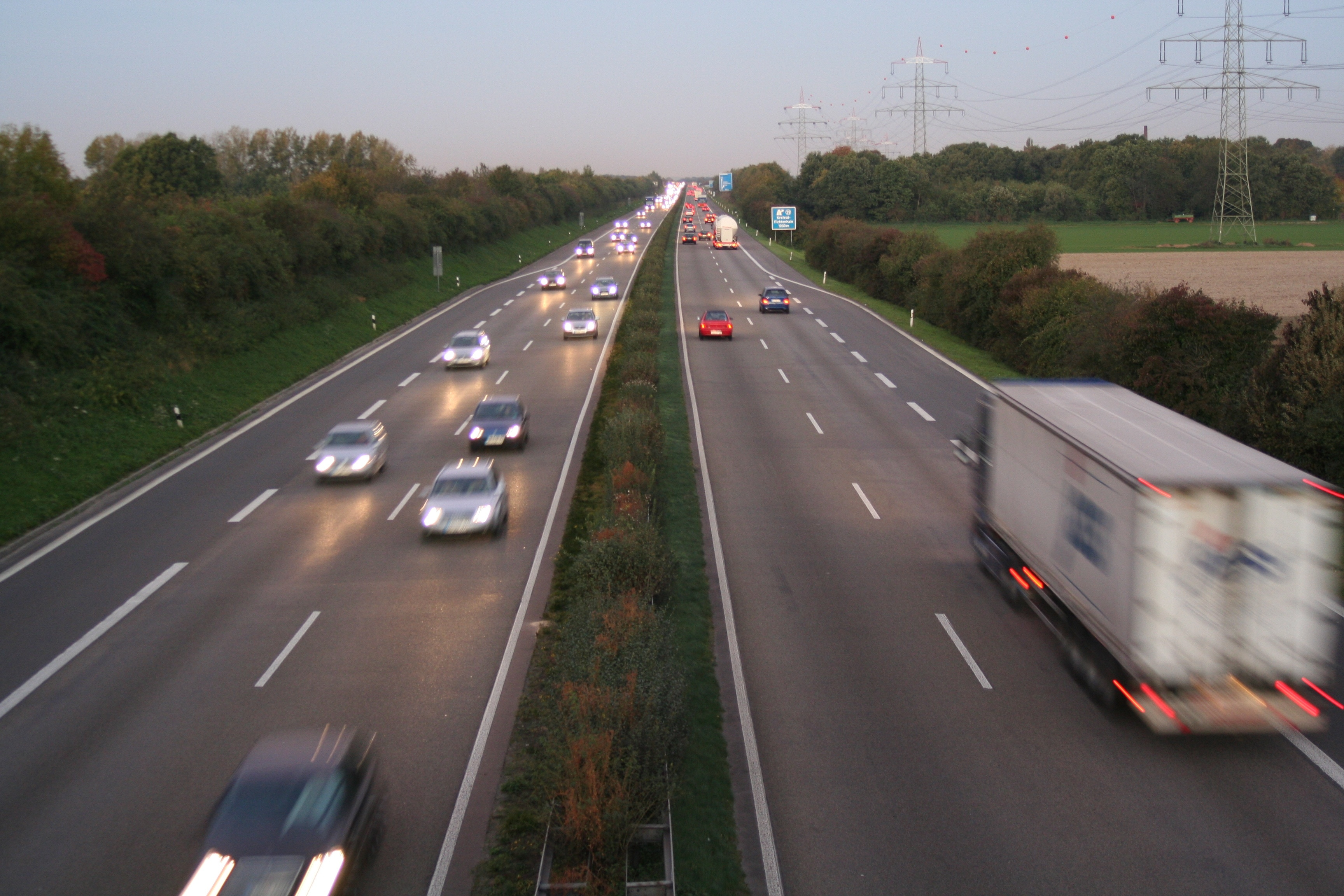
Autobahn A 44 Richtung Mönchengladbach

Die Willicher Verkehrspolitik ist ganz auf den motorisierten Individualverkehr ausgerichtet. Willich und Schiefbahn sind von einem geschlossenen Autobahnring umgeben, mit der A 44 im Westen und Norden, der A 52 im Süden und der A 57 im Osten. Innerhalb des Stadtgebietes gibt es fünf Autobahnanschlussstellen. Abgesehen von Anrath hat jeder Stadtteil eine höchstens 500 m vom Ortseingang entfernte Anschlussstelle. Somit gibt es in den Ortsteilen keinen nennenswerten Durchgangsverkehr. Den dennoch häufigen Staus versucht die Stadt mit dem Bau von Umgehungsstraßen zu begegnen. Willich und Anrath haben Nordumgehungen, Neersen verfügt mit der A 44 über eine Ostumgehung. Zusätzlich sind für Schiefbahn eine Nord- und für Anrath eine weitere (Ost-)Umgehung geplant.
Öffentliche Verkehrsmittel sind in der Stadt nur rudimentär vorhanden. Von den ehemals fünf Bahnhöfen im heutigen Stadtgebiet ist allein der Haltepunkt Anrath am westlichen Ende von Anrath, direkt an der Stadtgrenze, noch in Betrieb. Dort halten je Richtung bis zu zweimal stündlich Züge von und nach Krefeld und Mönchengladbach. Die Bahnlinien Krefeld–Willich–Schiefbahn Nord–Mönchengladbach sowie Düsseldorf–Schiefbahn–Neersen–Viersen sind in den 1960er bis 1970er Jahren ebenso eingestellt worden wie die Straßenbahnlinie von Krefeld über Willich und Schiefbahn bis Mönchengladbach.
Buslinien verkehren wochentags überwiegend stündlich, zur Hauptverkehrszeit teilweise auch halbstündlich. Am Wochenende fahren die Busse alle ein bis zwei Stunden. Direktverbindungen in die umliegenden Großstädte gibt es von Anrath nach Krefeld und von Schiefbahn, Willich und Neersen nach Mönchengladbach.
Pläne für die Wiedereinführung der Straßenbahnlinie von Krefeld über Willich und Wekeln nach Schiefbahn, die ursprünglich auch zur Anbindung des großen Neubaugebietes Wekeln an den ÖPNV gedacht war, sind auf unbestimmte Zeit auf Eis gelegt. Auch für eine geplante Verlängerung der Regiobahn Mettmann–Düsseldorf–Kaarst über Schiefbahn nach Mönchengladbach (ursprünglich war eine Streckenführung über Schiefbahn nach Viersen geplant) ist die Finanzierung und Realisierung noch ungewiss.

#### Autobahnen
Am Autobahnkreuz Neersen kreuzen sich die Autobahnen A 44 und A 52, die beide über Willicher Stadtgebiet führen. Die A 44 quert von Mönchengladbach kommend in Süd-Nord-Richtung das Stadtgebiet ungefähr in der geografischen Mitte und führt östlich an Neersen und westlich am Gewerbegebiet Münchheide vorbei. Sie teilt damit die Stadtteile Willich und Schiefbahn von Neersen und Anrath. Vor der Stadtgrenze zu Krefeld beschreibt die Autobahn einen Bogen und führt nach Osten in Richtung Düsseldorfer Norden. Auf Willicher Gebiet liegen die Anschlussstellen Neersen, Münchheide, Krefeld-Forstwald und Krefeld-Fichtenhain. Die A 52 führt in West-Ost-Richtung von Roermond kommend südlich an Schiefbahn und Neersen vorbei in Richtung Düsseldorf und hat in Schiefbahn eine Anschlussstelle.

#### Bundes- und Landesstraßen
Die B 57 führt von Krefeld nach Mönchengladbach über Willicher Stadtgebiet. Sie wird hier aber mittlerweile über die A 44 geführt.
Landesstraßen
Es gibt mehrere Landesstraßen in der Stadt Willich. Einige der wichtigsten:

L 26 (Willich–Meerbusch)

L 361 (Grevenbroich–Schiefbahn–Anrath–Kempen–Kevelaer)

L 362 (Willich–Kempen–Kleve)

L 382 (Korschenbroich–Willich–Krefeld)

L 461 (Krefeld–Willich–Willich-Neersen)

#### Öffentlicher Personennahverkehr

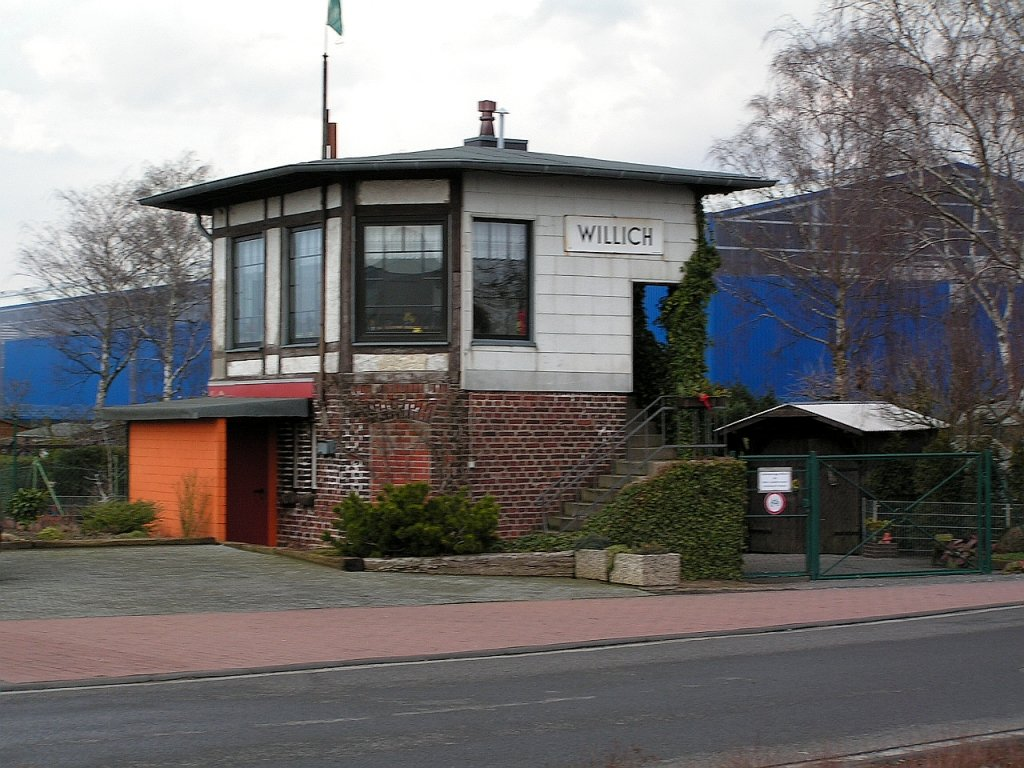
Ehem. Stellwerk Willich

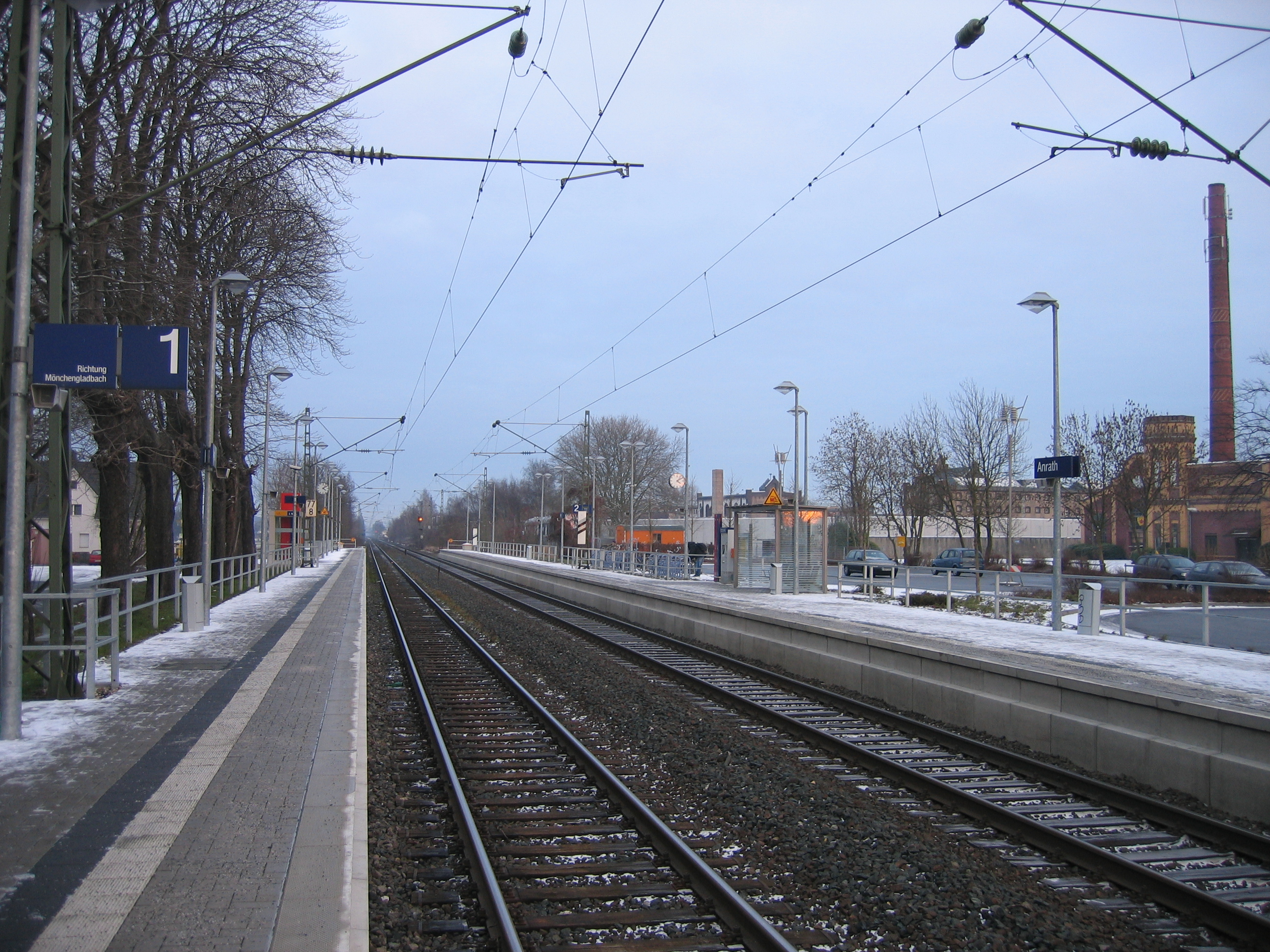
Der Haltepunkt Anrath

Der Bahnhof Willich lag an der Bahnstrecke Krefeld–Rheydt. Nachdem der Personenverkehr bereits in den 1980er-Jahren eingestellt worden war, wurde die Bahnstrecke zwischen Krefeld Stahlwerk und Mönchengladbach-Neuwerk im Jahr 1997 stillgelegt.
Am nordwestlichen Ortsrand von Anrath, direkt an der Stadtgrenze, gibt es den einzigen Bahnhaltepunkt der Stadt. Die nächsten Bahnhöfe, an denen auch Fernzüge halten, sind Mönchengladbach, Düsseldorf und Duisburg.
Im gesamten Stadtgebiet fährt abends ein Anrufsammeltaxi, das auch die Bahnhöfe in Anrath und am Kaarster See anbindet. In Anrath und Willich (seit 2007) verkehrt stündlich ein Bürgerbus.
Die einzigen im Stadtgebiet haltenden Bahnlinien sind die Rhein-Niers-Bahn (RB 33) und die Emscher-Niederrhein-Bahn (RB 35). Sie fahren je Richtung viermal stündlich auf der Bahnstrecke Duisburg-Ruhrort–Mönchengladbach von Mönchengladbach über Anrath nach Krefeld und Duisburg und darüber hinaus. Die Schnellbuslinie SB 86 des BVR fährt von der S-Bahn-Station am Kaarster See über Schiefbahn, Wekeln und Willich nach Münchheide. Die Liniennummer gehörte ehemals zu der eingestellten Schnellbusverbindung Düsseldorf–Schiefbahn–Viersen. Die zweite Schnellbuslinie in der Stadt verbindet Anrath und den dortigen Haltepunkt mit Viersen in der einen Richtung und Kempen, Grefrath und Nettetal-Lobberich in der anderen Richtung. Der Expressbus X49 verbindet Willich und Anrath mit Kempen und Meerbusch-Osterath mit Anschluss an die dortigen Bahnen. Eine weitere wichtige Überlandverbindung stellt die Linie 094 dar. Sie beginnt am Bahnhof Kaarster See und führt über Schiefbahn und Neersen nach Viersen. Sie hatte früher die Liniennummer 862 und ist ein Überbleibsel der ehemaligen Bahnbus-Verbindung von Düsseldorf über Schiefbahn, Neersen und Viersen nach Nettetal, die als Ersatz für die in den 1960er Jahren weggefallene Bahnlinie eingerichtet wurde. Die Linie 071 führt vom Meerbuscher Knotenpunkt Haus Meer mit Anschluss an die Stadtbahnen Richtung Krefeld und Düsseldorf über den Osterather Bahnhof, wo die Regionalexpress-Linien 10 Richtung Düsseldorf und Krefeld/Kleve und 7 (Rhein-Münsterland-Express) Richtung Krefeld und Neuss/Köln halten, nach Willich und Anrath und weiter nach Viersen.
Auch in die beiden benachbarten Großstädte führen Buslinien. Aus Mönchengladbach fährt die Linie 036 der NVV AG über Neersen nach Schiefbahn und teilweise weiter über Wekeln bis Willich. Anrath ist an Krefeld durch die Linie 054 angebunden, die über die Krefelder Innenstadt bis nach Uerdingen verläuft. Die Linien 055 und 056 der SWK Mobil führen von Schiefbahn bzw. Neersen über Willich bis an die Stadtgrenze Krefelds. Von dort besteht eine Umsteigemöglichkeit in die Straßenbahn. Die Linie 038 schließlich ist die einzige Buslinie, die das Willicher Stadtgebiet nicht verlässt. Sie verbindet Neersen vom Schloss aus mit Anrath und dem dortigen Bahnhof.

#### Flughäfen
Direkt an der südlichen Stadtgrenze liegt der ehemals zu Neersen gehörende Verkehrslandeplatz Mönchengladbach. Der Flughafen Düsseldorf ist etwa 15 Kilometer entfernt. Weitere Flughäfen in der Umgebung sind der Flughafen Niederrhein und der Flughafen Köln/Bonn, die jeweils rund 75 Kilometer entfernt liegen.

### Wirtschaft
Die Landwirtschaft prägt nach wie vor das Bild der Stadt. Ihre wirtschaftliche Bedeutung ist jedoch zurückgegangen. Von den 13.782 sozialversicherungspflichtig Beschäftigten, die Mitte 2005 in Willich arbeiteten, waren 9925 in Dienstleistungsbereichen beschäftigt, 3493 arbeiteten im produzierenden Gewerbe und 253 in der Land- und Forstwirtschaft. In Willich hatten 13.782 Personen ihren Arbeitsplatz, und 16.165 Beschäftigte wohnten in der Stadt. Allerdings arbeiteten nur 3988 Willicher auch in Willich. 12.177 Personen hatten ihren Arbeitsplatz außerhalb der Stadt. Demgegenüber standen 9794 Einpendler aus anderen Gemeinden. Damit hatte Willich ein negatives Pendlersaldo von 2383 Personen.

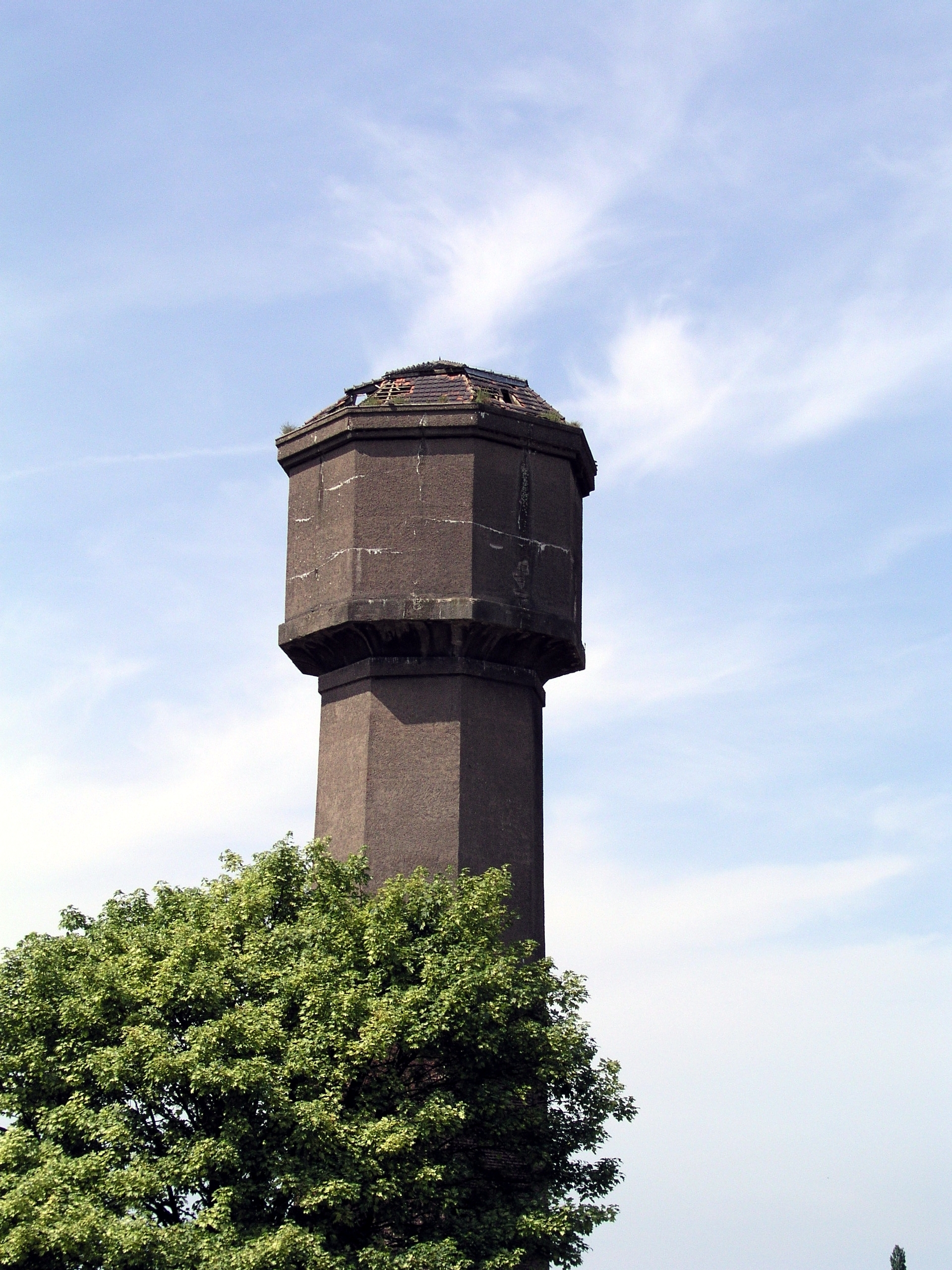
Wasserturm im Gewerbepark Becker

#### Gewerbegebiet Willich-Münchheide
In den 1970er Jahren verließ Willichs damals wichtigster Arbeitgeber, die Hannen-Brauerei, die Stadt. Daraufhin entstand mit Unterstützung des Kreises Viersen und Fördermitteln des Landes NRW westlich von Alt-Willich das Gewerbegebiet Münchheide. Es entwickelte sich, begünstigt durch die Lage nahe dem Autobahnkreuz Neersen (A 44 / A 52) zu einem der größeren Gewerbegebiete der Region und wuchs auf rund 140 Hektar. Die Eröffnung der Flughafenbrücke im Jahr 2002 verbesserte seine Anbindung an das Ruhrgebiet und an die Duisburg-Ruhrorter Häfen.
Ab 2007 wurde das Gebiet um 26 Hektar erweitert. Seit Mitte der 1990er Jahre entsteht im ehemaligen Stahlwerk Becker ein weiteres Gewerbegebiet auf knapp 35 Hektar. Mittlerweile haben einige internationale Konzerne (zum Beispiel Pioneer, Umax, Hitachi, Seiko, Yonex, Behringer) in Willich ihre Europa- bzw. Deutschland-Zentrale. Als erstes japanisches Unternehmen verlegte 1982 der Fujifilm-Konzern den Sitz seiner Tochtergesellschaft Photex (später Eurocolor und heute Fuji Imaging Germany) in das Gewerbegebiet Münchheide. Das analoge Foto-Großlabor war einige Zeit größter gewerblicher Arbeitgeber in Willich; es wurde Anfang 2010 wegen der Verdrängung der Analogfotografie durch die Digitalfotografie geschlossen.
Die Zentrale der Fuji Imaging Germany blieb an ihrem Standort. Der taiwanesische Anbieter von Netzwerklösungen QNAP-Systems, Inc. bezog im Mai 2022 im Gewerbegebiet Willich-Münchheide seine neue Europa-Zentrale inkl. Logistik- und Distributionszentrum.

#### Gewerbepark Stahlwerk Becker
Ein weiteres wichtiges Gewerbegebiet ist der Gewerbepark Stahlwerk Becker. Auf diesem Gelände stand von 1908 bis 1945 ein Stahlwerk. Nach dem Zweiten Weltkrieg wurde das Areal zu einer Kaserne der Britischen Rheinarmee. Die Truppen, die guten Kontakt zur Stadtverwaltung und der Bevölkerung unterhielten, verließen 1992, nach dem Ende des Kalten Krieges, das Gelände. Seit 2002 vermarktet die Städtische Grundstücksgesellschaft den Gewerbepark, in dem sich auch ein Gründerzentrum befindet. Angesiedelt haben sich im Gewerbepark vor allem mittelständische Unternehmen.
Ein in früheren Zeiten wichtiger Arbeitgeber in der Altgemeinde Anrath war das dortige königlich preußische Gefängnis. Die heutige Justizvollzugsanstalt Willich besteht aus zwei selbständigen Anstalten für Frauen bzw. Männer.

### Medien
In Willich erscheinen die Tageszeitungen Westdeutsche Zeitung und Rheinische Post mit Lokalausgaben. Regelmäßig erscheinende Anzeigenblätter sind die Willicher Nachrichten (erscheinen mittwochs) und der Extra-Tipp am Sonntag.

### Öffentliche Einrichtungen
Willich ist Sitz des Wehrbereichsbekleidungsamts III der Bundeswehr, das jetzt eine Niederlassung der LH Bundeswehr Bekleidungsgesellschaft ist. Im Stadtteil Willich befinden sich auch das Hallen- und Freibad De Bütt sowie das städtische Jugendfreizeitheim „Hülse“. Der Anrather Ex-Springreiter Norbert Koof hat seinen Reiterhof an die Polizei des Landes Nordrhein-Westfalen für die Unterbringung der „Reiterstaffel Rheinland“ vermietet.

### Sicherheit

#### Feuerwehr und Rettungsdienst
- Die Stadtverwaltung Willich unterhält an der St. Töniser Straße in Alt-Willich eine Rettungswache mit zwei Rettungswagen (RTW) und einem Notarzteinsatzfahrzeug (NEF). Seit Mai 2017 ist der dritte RTW in der neuen Rettungswache Anrath stationiert[34]

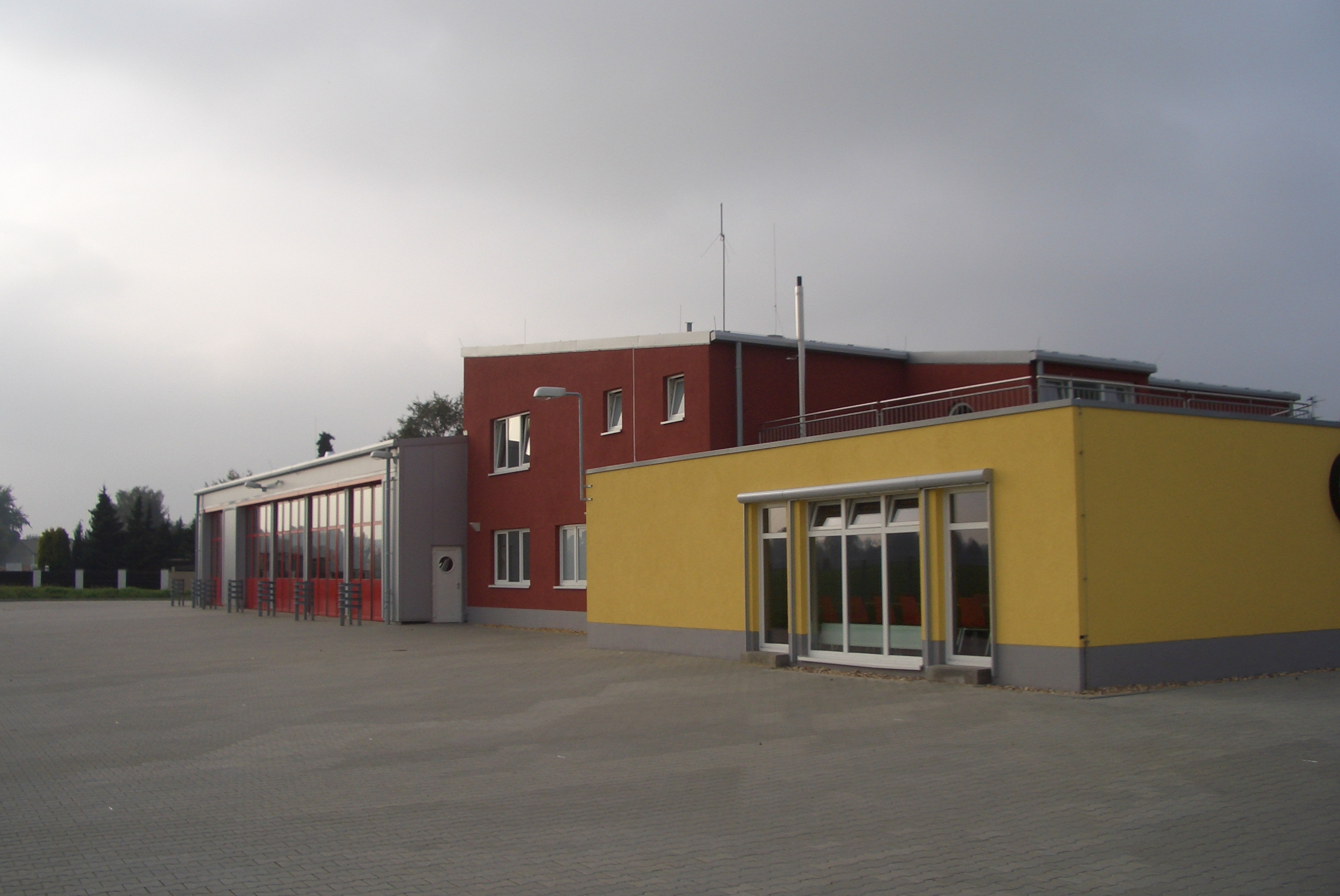
Das neue Feuerwehrhaus des Löschzuges Clörath

- Für den Brandschutz sorgt die Freiwillige Feuerwehr der Stadt Willich. Die Feuerwehr hat 226 ehrenamtlich tätige Mitglieder. Insgesamt gibt es fünf Löschzüge. Diese sind jeweils für ihre Ortsteile zuständig, unterstützen aber auch die anderen Löschzüge bei größeren Einsätzen. Hierbei stellt der Löschzug Clörath eine Ausnahme dar, denn es gibt keinen Ortsteil Clörath. Sein Einsatzgebiet erstreckt sich im weitesten Sinne auf den Westteil der Stadt, und somit ist er auch für Anrath und Neersen zuständig. Bei einigen Löschzügen sind Spezialfahrzeuge angesiedelt, die in der ganzen Stadt und überörtlich eingesetzt werden.
  - 1. Löschzug Willich: Gerätewagen Gefahrgut und Drehleiter
  - 2. Löschzug Anrath: Einsatzleitwagen und LF KatS NRW
  - 3. Löschzug Schiefbahn: Drehleiter und Rüstwagen II
  - 4. Löschzug Neersen: Ölsperre des Kreises Viersen für Gewässer
  - 5. Löschzug Clörath: Drehleiter, Abrollbehälter für Bewältigung von Massenanfall von Verletzten (MANV) und Abrollbehälter mit 3.000 m Schlauchleitung und Zubehör zur Wasserversorgung

#### Polizei
- Die Kreispolizeibehörde Viersen unterhält in Alt-Willich an der Grabenstraße eine Polizeiwache mit Schutzpolizei und Kriminalkommissariat. In allen vier Stadtteilen sind Bezirksdienste eingerichtet.
- Das Ordnungsamt der Stadt Willich mit Sitz in Schiefbahn wehrt Gefahren für die öffentliche Sicherheit und Ordnung mit zivilen Einsatzkräften ab.

#### Technisches Hilfswerk
Für Willich ist der Ortsverband Viersen/Tönisvorst des THW mit Sitz in der Kreisstadt Viersen zuständig.

### Krankenhaus
Willich verfügt seit 2014 über kein eigenes Krankenhaus mehr. Die medizinische Versorgung wird durch das Allgemeine Krankenhaus Viersen sichergestellt.

### Bildung
In der Stadt Willich sind alle Schulformen vorhanden. Diese wurden 2003 von insgesamt 4390 Schülern besucht.
In der Stadt Willich gibt es neun Grundschulen: in Alt-Willich vier Grundschulen, in Anrath zwei, in Schiefbahn zwei und in Neersen eine. Benannt sind diese häufig nach wichtigen Bürgern der ehemaligen Altgemeinden oder nach der Stadtgegend, in der sie sich befinden.
Die Robert-Schuman-Europaschule ist die einzige weiterführende Schule in Alt-Willich. Sie wurde 1992 in den Gebäuden einer ehemaligen Hauptschule eingerichtet und hatte 2003 1112 Schüler. Sie ist, wie bei Gesamtschulen üblich, als Ganztagsschule organisiert und hat eine Profil-Oberstufe. Der erste Abiturjahrgang verließ die Schule im Jahre 2001. Seit 2008 ist sie Europaschule; sie heißt seitdem Robert-Schuman-Europaschule.
Das St.-Bernhard-Gymnasium in Schiefbahn ist die älteste weiterführende Schule im Stadtgebiet. Es entstand aus einer 1945 eröffneten Missionsschule und wurde zunächst ein Jungeninternat. Dann ging es in die Trägerschaft der Hünfelder Oblaten über und wurde zu einem staatlich anerkannten Gymnasium. Es hatte 2006 1264 Schüler. Im August 2007 übernahm der Malteserorden die Trägerschaft des Gymnasiums.
Seit 1978 existiert in Schiefbahn gegenüber dem Gymnasium die Willi-Graf-Realschule. Sie hatte 2003 784 Schüler. Aus heutiger Sicht betrachtet, liegt diese Schule sehr am Ortsrand. Man hat die Gebäude hier errichtet, weil in den 1970er Jahren geplant wurde, dass Willich und Schiefbahn zu einer Ortschaft zusammengefasst werden sollten, folglich hätte die Schule dann im neuen Zentrum gelegen.
Im Jahre 1998 nahm in Anrath das städtische Lise-Meitner-Gymnasium den Schulbetrieb auf. 2006 lernten dort 953 Schüler, von denen die ersten im Jahr 2007 ihr Abitur machten.
Die Johannesschule in Anrath ist die einzige noch bestehende von ehemals vier Hauptschulen in der Stadt. Sie wurde 1952 als Volksschule errichtet und hatte 2003 629 Schüler.
In Neersen gibt es keine weiterführende Schule.
Mit der Pestalozzischule hat die Stadt Willich auch eine Förderschule. Besonders hierbei ist, dass diese Schule von Willich nach Schiefbahn umgezogen ist. Im ehemaligen Gebäude in Willich ist jetzt die Oberstufe der Gesamtschule untergebracht. In den neuen Räumen der Förderschule war vorher die jetzt geschlossene Hauptschule Jahnschule untergebracht.
Das Rhein-Maas Berufskolleg des Kreises Viersen hat in Willich einen Standort. Es bietet berufsvorbereitende und berufsbegleitende Bildungsgänge in verschiedenen Fachbereichen. 2015 hatte das Berufskolleg an seinen fünf Standorten im Kreis ca. 3600 Schüler.
Seit dem Schuljahr 2012/13 gibt es in Willich eine zweite Gesamtschule. Zu Beginn trug sie noch keinen Namen, so dass sie unter der Bezeichnung Städtische Gesamtschule Willich II ihren Betrieb mit vier Klassen aufgenommen hat. Mittlerweile wird sie unter dem Namen Leonardo-da-Vinci-Gesamtschule geführt. Die Willi-Graf Realschule und die Johannes-Schule haben keine Schüler mehr aufgenommen. Die Entstehung geht auf eine Elterninitiative zurück.
Die Leonardo-da-Vinci-Gesamtschule hat ihren Dienst in den Räumlichkeiten der Realschule in Schiefbahn aufgenommen. Willich ist damit die erste Kommune in NRW, die eine zweigeteilte Schullaufbahn im Bereich der weiterführenden Schulen eingeführt hat.

## Willicher Persönlichkeiten
- Klaus Amrath (* 1954), Fußballspieler von 1977 bis 1979 bei Borussia Mönchengladbach
- Markus Bayertz (* 1971), Fußballspieler, unter anderem bei Bayer 05 Uerdingen
- Janis Blaswich (* 1991), Fußballspieler
- Nickolas Bovenschen (* 1984), Eishockeyspieler
- Albert Brülls (1937–2004), Fußballspieler in der Nationalmannschaft und unter anderem für Borussia Mönchengladbach
- Hauke Finger (* 1968), Politiker (AfD)
- Max Finkgräfe (2004), Fußballspieler bei 1. FC Köln
- Johannes Floehr (* 1991), Poetry Slammer und Moderator
- Irmgard Gerlatzka (* 1939), in den 1960er Jahren mehrfach Deutsche Meisterin, Europameisterin und Vizeweltmeisterin im Badminton
- Gudrun Hänisch (* 1963), Synchronschwimmerin
- Josef Heyes (* 1948), Politiker, ehemaliger Bürgermeister von Willich, Träger des Orden der Aufgehenden Sonne und Ehrenbürger der Stadt Linselles.
- Hans Kalbfell (1930–1984), Schwergewichtsboxer
- Norbert Koof (* 1955), 1982 Weltmeister im Springreiten
- Harald Krüll (* 1957), Eishockeyspieler
- Peter Liesenfeld (* 1966), Koch
- Nina Mittelham (* 1996), Tischtennisspielerin
- Ibrahim Nadir (* 1998), Fußballspieler
- James Overlack (1877–1960), Autor von Wildwest- und Abenteuerromanen
- Friedrich Pels Leusden (1866–1944), Chirurg
- Daniela Rath (* 1977), mehrfache Deutsche Meisterin im Hochsprung und Europacup-Siegerin
- Joseph Sartorius (1842–1910), Politiker, Bürgermeister in Rellinghausen
- Hermann Josef Schmitz (1936–2016), MdL (CDU)
- Uwe Schummer (* 1957), MdB (CDU)
- Samuel Rahm (1811–1864), Porträt-, Genre- und Historienmaler
- Christian Vander (* 1980), Fußballtorwart
- Andreas Verstappen (* 1960), Autor, Illustrator, Cartoonist, Schauspieler und Cartoonforscher.
- Christian Weber (* 1983), Fußballspieler
- Barbara Weiler (* 1946), MdB, MdEP (SPD)
- Ramon Zenker (* 1968), Musikproduzent

## Ehrenbürger der Stadt Willich
- Jacques Remory (2013), Bürgermeister Partnerstadt Linselles
- Johannes Marschang (1973), Prälat aus Anrath, wurde unter anderem für sein Engagement für junge, alte und kranke Menschen in Anrath und als Pfarrer der Strafanstalt zu Zeiten des Dritten Reichs geehrt.
- Emil Merks (1979, auch Ehrenbürgermeister), Alt-Bürgermeister der Gemeinde Willich und erster, kommissarischer Bürgermeister der Stadt, erhielt die Auszeichnung unter anderem für seine Arbeit für sozial schwache und ältere Mitbürger.
- Käthe Franke (1994, auch Ehrenbürgermeisterin), Alt-Bürgermeisterin, wurde für ihr Engagement für die Interessen der Bürger, ihre Vermittlungsfähigkeit in der Willicher politischen Landschaft und für das Vertreten Willichs auch außerhalb der Stadtgrenzen ausgezeichnet.

Des Weiteren wurde seit 1971 mehreren Bürgern der Ehrenring verliehen. Damit sollen Bürger geehrt werden, die sich „in besonders hervorragender Weise um die Stadt Willich verdient gemacht haben“. Seit 1984 gibt es zusätzlich die Ehrenplakette und den Ehrenteller.
- Hans Lamers (27. April 1971), verstorben
- Jakob Scheulen (7. Dezember 1973), verstorben
- Bernhard Brück (17. Juli 1974), verstorben
- Richard A. Dennis (9. September 1975), verstorben
- Friedrich Lindner (18. September 1979), verstorben
- Berthold Nelke (3. September 1980), verstorben
- Michel Deplancke (11. September 1986), verstorben
- Alfred Rohmeis (29. September 1994), verstorben
- Akira Okada (20. Dezember 1994), verstorben[36]
- Ralf-Hasso Sagner (29. Januar 1998), verstorben
- Werner Oerschkes (29. Januar 1998), verstorben
- Hans Kothen (29. Juni 2005), verstorben
- Manfred Möller (29. Juni 2005), verstorben
- Renate Tippmann (29. Juni 2005)
- Franz Weber (29. Juni 2005), verstorben
- Dieter Hehnen (28. Juni 2014)
- Jochen Kock (28. Juni 2014)
- Bernd-Dieter Röhrscheid (14. Juni 2019)
- Dieter Lambertz (14. Juni 2019)
- Josef Heyes (22. Mai 2025)[37]